# Lee Hae-young (réalisateur)
Pour l'acteur sud-coréen homonyme, né en 1970, voir Lee Hae-young (acteur).
Lee Hae-young (이해영, né le 18 octobre 1973) est un réalisateur et scénariste sud-coréen, ayant étudié à l'institut des arts de Séoul. Son premier long-métrage, Cheonhajangsa Madonna (2006) (co-réalisé avec Lee Hae-jun), a remporté plusieurs récompenses dont celles de Meilleur premier film et Meilleur scénario. Son premier film solo, Foxy Festival (en) (2010), est une comédie montrant des personnages avec des goûts sexuels apparemment anormaux comme du sado-masochisme, du travestissement, et du fétichisme de poupée alors qu'ils sont dans la vraie vie d'apparence absolument normale. Son troisième film est le thriller The Silenced (2015),,,. Son dernier film, Believer, est sorti en 2018.
Il est ouvertement gay,.

## Filmographie

### Comme réalisateur
- 2006 : Cheonhajangsa Madonna
- 2010 : Foxy Festival (en)
- 2015 : The Silenced
- 2018 : Believer

### Comme scénariste
- 2000 : Coming Out (en) (court-métrage)
- 2002 : Pumhaeng zero
- 2004 : Au Revoir, UFO (en)
- 2006 : Like a Virgin
- 2010 : Foxy Festival (en)
- 2012 : 26 Years (en)
- 2015 : The Silenced
- 2018 : Believer

### Idée originale
- 2001 : Kick the Moon (en)

### Comme script
- 2004 : Arahan

## Récompenses
| Year | Prix                                       | Catégorie                    | Œuvre         | Issue   |
| ---- | ------------------------------------------ | ---------------------------- | ------------- | ------- |
| 2006 | 7e cérémonie des Pusan Film Critics Awards | Meilleur nouveau réalisateur | Like a Virgin | Lauréat |
| 2006 | 27e cérémonie des Blue Dragon Film Awards  | Meilleur nouveau réalisateur | Like a Virgin | Lauréat |
| 2006 | 27e cérémonie des Blue Dragon Film Awards  | Meilleur scénario            | Like a Virgin | Lauréat |
| 2006 | 5e cérémonie des Korean Film Awards        | Meilleur nouveau réalisateur | Like a Virgin | Lauréat |
| 2007 | 43e cérémonie des Baeksang Arts Awards     | Meilleur scénario            | Like a Virgin | Lauréat |